# Aulacus flavigenis
Aulacus flavigenis är en stekelart som beskrevs av Alekseev 1986. Aulacus flavigenis ingår i släktet Aulacus och familjen vedlarvsteklar. Inga underarter finns listade.